# Savigny-lès-Beaune
Pour les articles homonymes, voir Savigny.
Savigny-lès-Beaune est une commune française située dans le département de la Côte-d'Or, en région Bourgogne-Franche-Comté.

## Géographie

### Situation
Savigny-lès-Beaune se situe dans la partie nord de la côte de Beaune à environ 4,5 km au nord-ouest de Beaune. Le territoire de la commune est vaste (35,98 km2). Il renferme d'importantes forêts et comprend le village de Savigny et les hameaux de Barboron, Chaume, Borey, le Bas des Fontaines, la vallée de Fontaine-Froide et Chenôvre.

### Communes limitrophes
|                  | Bouilland          | Échevronne                       |
| Bessey-en-Chaume | Savigny-lès-Beaune | Pernand-Vergelesses Aloxe-Corton |
| Bouze-lès-Beaune | Beaune             | Chorey-les-Beaune                |

### Géologie et orographie
Côté Pernand-Vergelesses, ce sont des sols graveleux, exposés au sud. Côté Montagne de Corton, la géologie est à peu près similaire. Plus bas, ce sont des sols calcaires, plus argileux, caillouteux, de couleur brun rouge.

### Hydrographie
La commune est traversée par le Rhoin, sous-affluent de la Saône de 22,4 km alimentée par différents ruisseaux comme celui de Clavoillon dans la combe Demange. On appelle également le Rhoin la Dore au-delà de Bouilland.

### Climat
Pour des articles plus généraux, voir Climat de la Bourgogne-Franche-Comté et Climat de la Côte-d'Or.
En 2010, le climat de la commune est de type climat océanique dégradé des plaines du Centre et du Nord, selon une étude du Centre national de la recherche scientifique s'appuyant sur une série de données couvrant la période 1971-2000. En 2020, Météo-France publie une typologie des climats de la France métropolitaine dans laquelle la commune est exposée à un climat océanique altéré et est dans la région climatique Bourgogne, vallée de la Saône, caractérisée par un bon ensoleillement (1 900 h/an), un été chaud (18,5 °C), un air sec au printemps et en été et des vents faibles.
Pour la période 1971-2000, la température annuelle moyenne est de 10,8 °C, avec une amplitude thermique annuelle de 17,5 °C. Le cumul annuel moyen de précipitations est de 761 mm, avec 11,6 jours de précipitations en janvier et 7,7 jours en juillet. Pour la période 1991-2020, la température moyenne annuelle observée sur la station météorologique installée sur la commune est de 11,9 °C et le cumul annuel moyen de précipitations est de 752,9 mm,. Pour l'avenir, les paramètres climatiques de la commune estimés pour 2050 selon différents scénarios d'émission de gaz à effet de serre sont consultables sur un site dédié publié par Météo-France en novembre 2022.
| Mois                                  | jan.             | fév.           | mars           | avril           | mai           | juin          | jui.          | août           | sep.           | oct.            | nov.            | déc.             | année      |
| ------------------------------------- | ---------------- | -------------- | -------------- | --------------- | ------------- | ------------- | ------------- | -------------- | -------------- | --------------- | --------------- | ---------------- | ---------- |
| Température minimale moyenne (°C)     | 0,3              | 0,6            | 3,6            | 6,4             | 10,4          | 13,8          | 15,6          | 15,3           | 11,7           | 8,1             | 3,7             | 1                | 7,5        |
| Température moyenne (°C)              | 3,1              | 4,3            | 8,2            | 11,5            | 15,4          | 19,1          | 21,2          | 20,9           | 16,8           | 12,2            | 6,9             | 3,7              | 11,9       |
| Température maximale moyenne (°C)     | 5,9              | 7,9            | 12,8           | 16,5            | 20,5          | 24,5          | 26,8          | 26,5           | 21,9           | 16,4            | 10              | 6,4              | 16,3       |
| Record de froid (°C) date du record   | −20,5 09.01.1985 | −20 15.02.1956 | −11 07.03.1949 | −4,5 08.04.1956 | −2 04.05.1967 | 3 12.06.1955  | 5 08.07.1954  | 4,5 30.08.1956 | 0,5 30.09.1954 | −4,5 31.10.1950 | −9,5 30.11.1948 | −16,5 28.12.1962 | −20,5 1985 |
| Record de chaleur (°C) date du record | 17 01.01.23      | 21 28.02.1960  | 24,9 31.03.21  | 28,7 26.04.07   | 31,8 25.05.09 | 37,5 27.06.19 | 39 31.07.1983 | 39,8 12.08.03  | 34 03.09.1962  | 29 04.10.1966   | 21,6 07.11.15   | 17,9 16.12.1989  | 39,8 2003  |
| Précipitations (mm)                   | 58,9             | 49,2           | 52             | 57,3            | 69,2          | 62,1          | 67,4          | 56,3           | 55,3           | 76              | 80,3            | 68,9             | 752,9      |

### Voies de communication et transports
L'autoroute A6 passe sur la commune au sud du bourg. L’accès le plus proche se situe à l'extrémité sud-sud-est de la commune (gare de péage de la sortie 24 sur la commune de Chorey-les-Beaune). On trouve l'autoroute A31 plus à l'est que l'A6 que celle-ci rejoint 2,5 kilomètres après la sortie 24. À noter aussi l’existence d'une aire d'autoroute sur la commune, l'aire de repos de Savigny-lès-Beaune.
La route départementale 2 traverse le bourg sur un axe est-ouest et la route départementale 18 traverse la commune à l'est du bourg sur un axe nord-sud.

## Urbanisme

### Typologie
Au 1er janvier 2024, Savigny-lès-Beaune est catégorisée bourg rural, selon la nouvelle grille communale de densité à 7 niveaux définie par l'Insee en 2022.
Elle est située hors unité urbaine. Par ailleurs la commune fait partie de l'aire d'attraction de Beaune, dont elle est une commune de la couronne,. Cette aire, qui regroupe 64 communes, est catégorisée dans les aires de 50 000 à moins de 200 000 habitants,.

### Occupation des sols
L'occupation des sols de la commune, telle qu'elle ressort de la base de données européenne d’occupation biophysique des sols Corine Land Cover (CLC), est marquée par l'importance des forêts et milieux semi-naturels (64,5 % en 2018), une proportion sensiblement équivalente à celle de 1990 (64 %). La répartition détaillée en 2018 est la suivante : forêts (63,7 %), cultures permanentes (12,8 %), prairies (6,2 %), terres arables (6,1 %), zones agricoles hétérogènes (5,8 %), zones urbanisées (3,4 %), zones industrielles ou commerciales et réseaux de communication (1,3 %), milieux à végétation arbustive et/ou herbacée (0,8 %). L'évolution de l’occupation des sols de la commune et de ses infrastructures peut être observée sur les différentes représentations cartographiques du territoire : la carte de Cassini (XVIIIe siècle), la carte d'état-major (1820-1866) et les cartes ou photos aériennes de l'IGN pour la période actuelle (1950 à aujourd'hui).

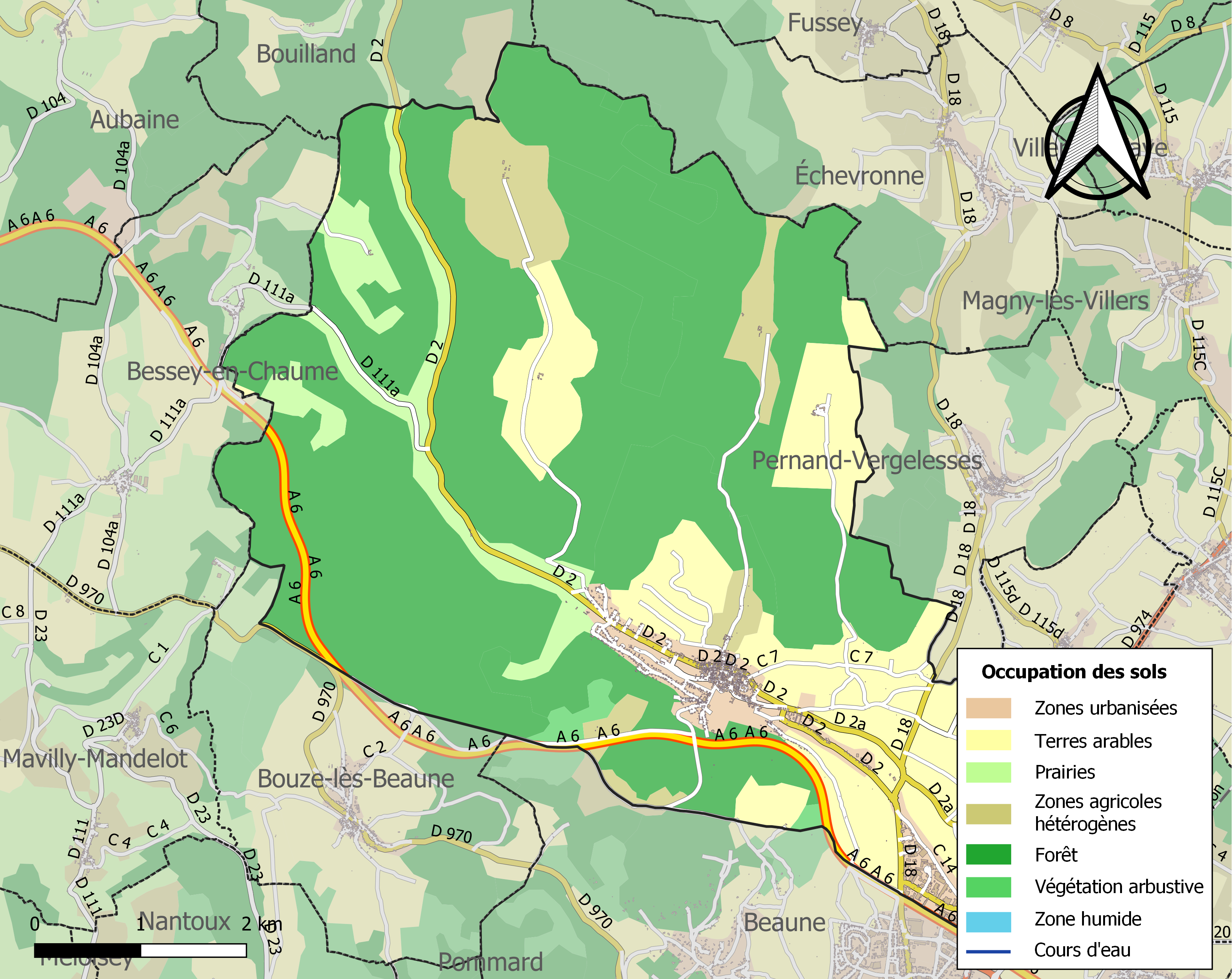
Carte des infrastructures et de l'occupation des sols de la commune en 2018 (CLC).

## Toponymie
Le nom du lieu a évolué depuis Savinacum (936) vers Savignacum (987), Savignacum juxta Belnam (1275), puis Savigney aux XIIe et XVe siècles, Savigny près Beaune au XVIIe siècle, Savigny sous Beaune, pour finalement aboutir à Savigny-lès-Beaune le 11 avril 1863.

## Histoire
- Si vous ne connaissez pas le sujet, laissez ce bandeau (vous pouvez alors contacter les auteurs).
- Si vous supprimez le contenu mis en cause (vous pouvez préalablement contacter les auteurs),

argumentez précisément cette suppression dans la page de discussion
(un manque de référence n'est pas un argument ; une recherche réelle de référence doit avoir été effectuée, être formellement documentée).
Des traces d'industrie aurignacienne ont été trouvées à la combe d'Orange[réf. non conforme].

### Moyen Âge et Renaissance
L'évêque d'Autun possédait au XIIIe siècle une vigne appelée serpentine. Les ducs de Bourgogne, les sires de Vergy, l'abbaye de Cîteaux, l'ordre de Saint-Jean de Jérusalem, les carmélites de Beaune, le chapitre de Beaune et les moines de Maizières furent propriétaires de vignobles à Savigny.
Après la mort de Charles le Téméraire, le seigneur de Savigny rallia la cause de Marie de Bourgogne. En représailles le château fut démantelé[réf. non conforme].

### Période moderne
Le château est restauré par Étienne Bouhier, dont la famille est devenue propriétaire au début du XVIIe siècle. Après son décès, son fils Jean fait exécuter le grand escalier intérieur sur le même modèle que celui élevé par Mansart au château de Maisons-Laffitte[source insuffisante]. C'est dans ce château que la duchesse du Maine fut exilée par le régent[réf. non conforme].

### Période contemporaine
Très tôt[Quand ?], Savigny s'ouvrit vers le tourisme en particulier grâce à son camping qui fut un des premiers en France à imprimer ses prospectus en espéranto[réf. non conforme].
En 1970, Georges Pompidou inaugure la section Marseille - Lille de l'autoroute A6 sur l'aire de repos de la commune.
De 1974 à 2008, le service de la protection des végétaux était installé à Savigny, il élaborait notamment des avertissements agricoles vigne et grandes cultures[réf. non conforme].

## Politique et administration

### Liste des maires
| Période                                  | Période                        | Identité               | Étiquette | Qualité                       |
| ---------------------------------------- | ------------------------------ | ---------------------- | --------- | ----------------------------- |
| Les données manquantes sont à compléter. |                                |                        |           |                               |
| 1811                                     | ?                              | Claude Maldant         |           |                               |
| 1984                                     | mars 2001                      | Pierre Lebreuil        | SE        | Vigneron                      |
| mars 2001                                | mars 2008                      | Jean-Michel Maurice    | DVD       | Vigneron                      |
| mars 2008                                | mars 2009                      | Jean-Claude Chapulliot | SE        | Enseignant                    |
| mars 2009                                | En cours (au 1er février 2018) | Sylvain Jacob          | SE        | juriste ; cadre administratif |

### Politique environnementale
Une déchèterie de la communauté d'agglomération est installée dans la commune.

### Jumelages
Savigny fait partie de l'Amicale des Savigny de France et de Suisse (ASFS).

## Population et société

### Démographie
Ses habitants sont appelés les Savigniens.
L'évolution du nombre d'habitants est connue à travers les recensements de la population effectués dans la commune depuis 1793. Pour les communes de moins de 10 000 habitants, une enquête de recensement portant sur toute la population est réalisée tous les cinq ans, les populations de référence des années intermédiaires étant quant à elles estimées par interpolation ou extrapolation. Pour la commune, le premier recensement exhaustif entrant dans le cadre du nouveau dispositif a été réalisé en 2004.

En 2022, la commune comptait 1 300 habitants, en évolution de −1,07 % par rapport à 2016 (Côte-d'Or : +0,82 %, France hors Mayotte : +2,11 %).
| 1793  | 1800  | 1806  | 1821  | 1836  | 1841  | 1846  | 1851  | 1856  |
| ----- | ----- | ----- | ----- | ----- | ----- | ----- | ----- | ----- |
| 1 421 | 1 418 | 1 631 | 1 530 | 1 639 | 1 703 | 1 726 | 1 800 | 1 765 |

| 1861  | 1866  | 1872  | 1876  | 1881  | 1886  | 1891  | 1896  | 1901  |
| ----- | ----- | ----- | ----- | ----- | ----- | ----- | ----- | ----- |
| 1 857 | 1 972 | 1 980 | 1 955 | 1 961 | 1 935 | 1 767 | 1 718 | 1 620 |

| 1906  | 1911  | 1921  | 1926  | 1931  | 1936  | 1946  | 1954  | 1962  |
| ----- | ----- | ----- | ----- | ----- | ----- | ----- | ----- | ----- |
| 1 565 | 1 534 | 1 162 | 1 204 | 1 186 | 1 141 | 1 067 | 1 134 | 1 220 |

| 1968  | 1975  | 1982  | 1990  | 1999  | 2004  | 2006  | 2009  | 2014  |
| ----- | ----- | ----- | ----- | ----- | ----- | ----- | ----- | ----- |
| 1 285 | 1 410 | 1 404 | 1 392 | 1 422 | 1 403 | 1 376 | 1 371 | 1 317 |

| 2019  | 2022  | - | - | - | - | - | - | - |
| ----- | ----- | - | - | - | - | - | - | - |
| 1 288 | 1 300 | - | - | - | - | - | - | - |

### Enseignement
On trouve dans la commune une école maternelle et une école primaire. Le collège le plus proche se trouve dans la commune voisine de Beaune.

### Manifestations culturelles et festivités
- Bienvenue à Savigny : les viticulteurs ouvrent leurs caveaux pour faire déguster leurs vins le premier week-end de mai.
- La Foulée des Vendanges : course à pied de 10 km au cœur du vignoble lors du troisième week-end d'octobre.
- Savigny en tous sens  : balade gourmande de 5 km au cœur du vignoble lors du troisième dimanche de juillet.
- Les Cousins de Bourgogne, qui forment une confrérie vineuse, organisent des banquets[25]. Les Cousins jurent d’accueillir leurs convives « bouteilles sur table et cœur sur la main ».
- Banalités autour du four : manifestation autour du four à pain restauré avec marché artisanal et vente de pains, brioches et pizzas.

### Santé
On trouve dans la commune une pharmacie, trois généralistes, un dentiste, un kinésithérapeute et un cabinet d'infirmier. L'hôpital et l'hospice les plus proches se trouvent dans la commune voisine de Beaune, à environ 3,5 kilomètres.

### Sports
Les équipements sportifs de cette commune sont au complexe Paul-Dubreuil avec un stade de football, deux terrains de tennis et une salle.
Il y a trois clubs sportifs : 
- le football avec l'US Savigny avec deux équipes seniors. En seniors, l'équipe A joue en Promotion d'Excellence (11e division nationale)[26] et l'équipe B en 2e division de district (13e division nationale)[27]. Ce club possède aussi des équipes de jeunes ;
- le tennis et le Foyer rural avec du badminton, du judo, du tennis de table, de la danse, de la gymnastique et de la boxe.

### Cultes
La paroisse de Savigny comprend également les communes d'Aloxe-Corton, Bouilland, Bouze-lès-Beaune, Échevronne, Fussey, Magny-lès-Villers, Marey-lès-Fussey, Pernand-Vergelesses,  Serrigny, et Villers-la-Faye.

## Économie

### Revenus de la population et fiscalité
En 2008, le revenu fiscal médian par ménage était de 21 319 €,
ce qui plaçait Savigny-lès-Beaune au 3 646e rang  parmi les 31 604 communes de plus de 50 ménages en métropole.

### Zone industrielle
La zone industrielle de Beaune-Nord, créée au début des années 1970 sous l'impulsion de Jacques Germain, se trouve entièrement dans la commune de Savigny. Elle regroupe, sur environ 32 ha, une trentaine d'entreprises dont plusieurs ont une activité liée à la vigne et au vin.

### Vignobles

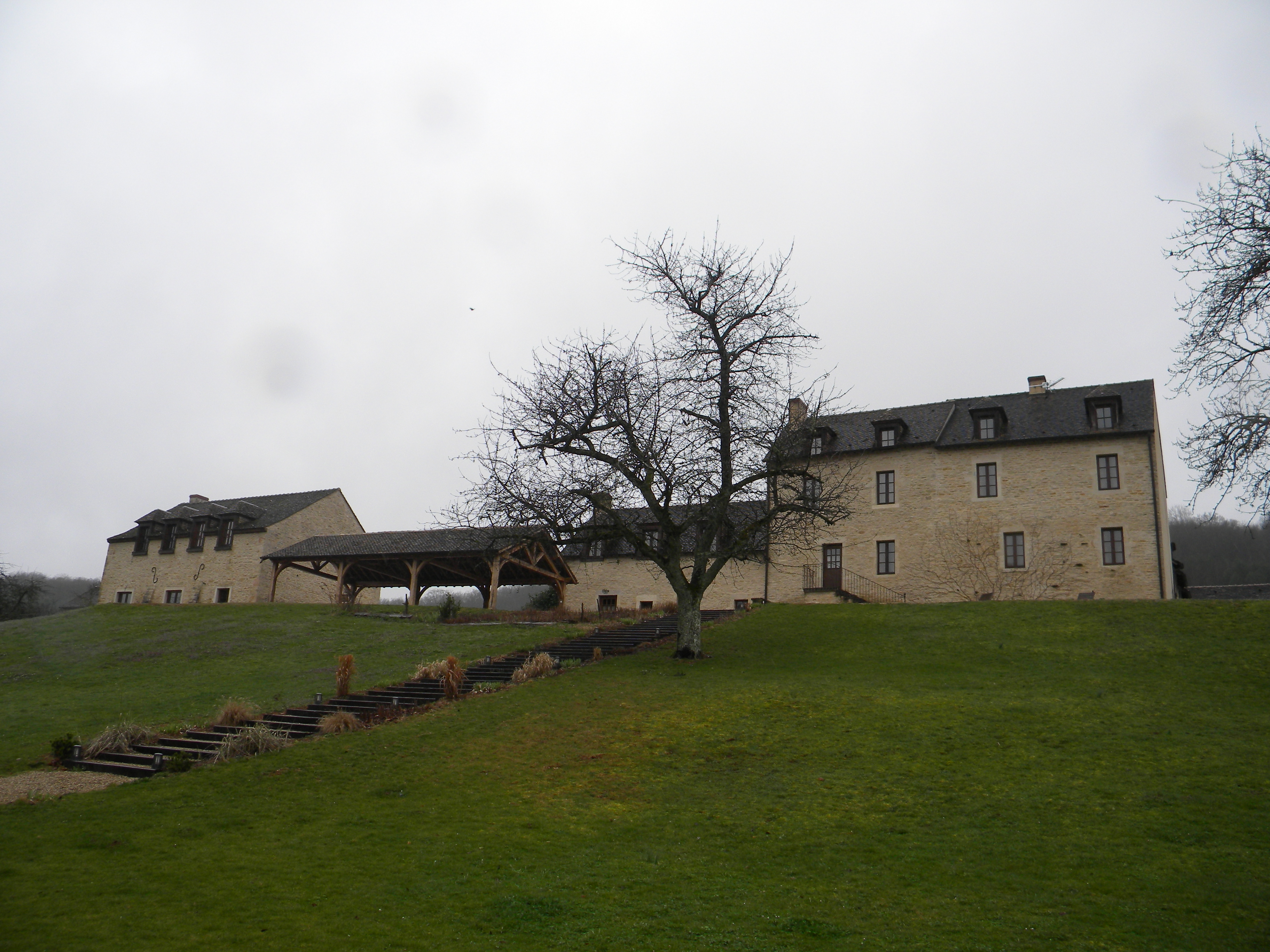
Hameau de Barboron.

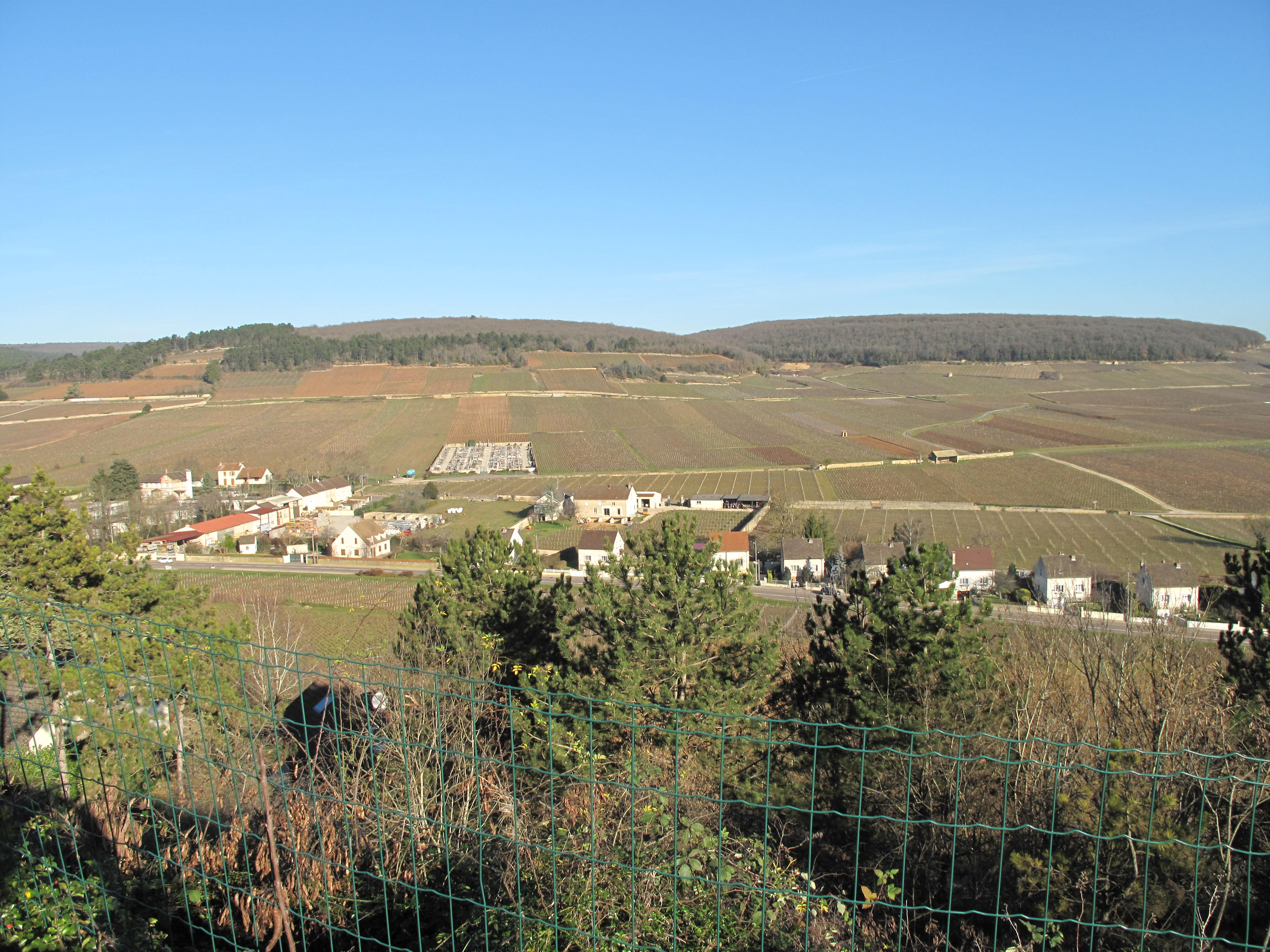
Vue d'une partie du vignoble de Savigny-lès-Beaune.

#### La situation
Ce village se situe dans le vignoble de la Côte de Beaune, célèbre pour ses grands vins blancs (Meursault, Puligny-Monrachet, Chassagne-Montrachet, etc.) mais aussi pour ses rouges (Pommard, Volnay, etc.). Elle s’étend sur 5 000 hectares et commence en Côte-d’Or, à Ladoix-Serrigny, et se termine en Saône-et-Loire, à Maranges.
Savigny-lès-Beaune est située entre la Montagne de Corton et celle de Beaune. Les hauteurs de la Côte prennent ici un peu de recul, de part et d’autre d’une petite rivière, le Rhoin. Le vignoble est très ancien, il a longtemps appartenu au domaine ducal, aux abbayes voisines, aux chevaliers de Malte. Une inscription sur la porte du cellier du château affirme que les vins de Savigny sont « nourrissants, théologiques et morbifuges ».
Depuis 1960, l'Association Technique Viticole de Bourgogne a mis en place un centre de sélection de plants de vignes sur le Mont Batois.

#### La production
Les superficies en production sont :
- rouges : 316 ha (dont 132 ha en premier cru) ;
- blancs : 38 ha (dont 9,50 ha en premier cru).

Les récoltes moyennes annuelles sont :
- rouges : 13 530 hL soit 1,76 million de bouteilles (dont 5 540 hL en premier cru) ;
- blancs : 1 790 hL soit 230 000 bouteilles (dont 440 hL en premier cru).

## Culture locale et patrimoine

### Lieux et monuments

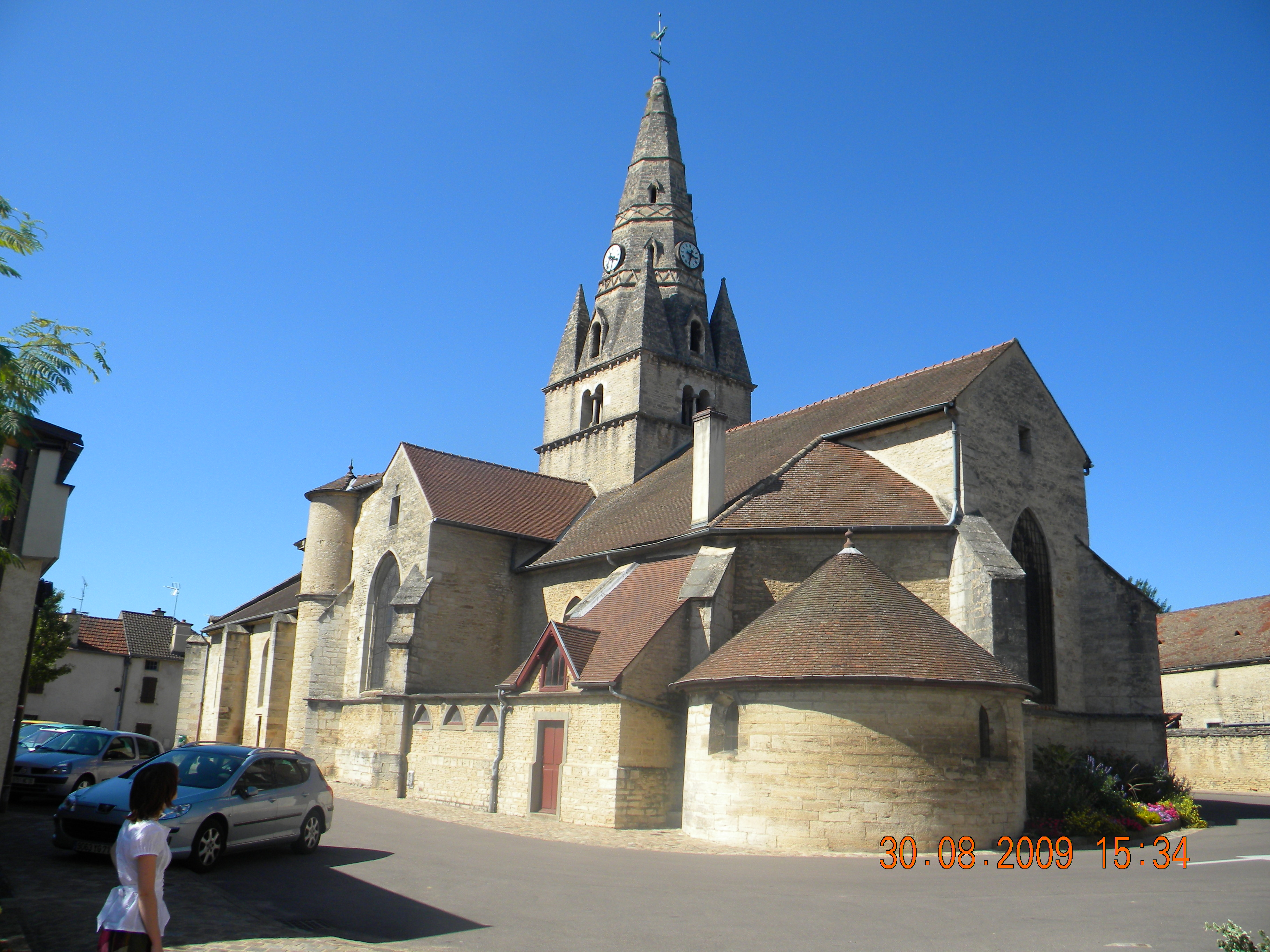
Église Saint-Cassien de Savigny-lès-Beaune.

Savigny-lès-Beaune possède trois monuments historiques :
- Le château de Savigny-lès-Beaune : initialement construit vers 1340 par Jean de Frôlois, il est détruit sur ordre de Louis XI par Jean d'Amboise. Reconstruit au XVIIe siècle et comportant des parties construites au XIXe siècle, il est inscrit au titre des monuments historiques par arrêté du 18 décembre 1940[30], il accueille de nos jours plusieurs collections consacrées à la voiture Abarth, à la moto, à l'aviation militaire, au matériel viticole (tracteurs enjambeurs) et au matériel de lutte contre les incendies ;
- L'église Saint-Cassien de Savigny-lès-Beaune, dont le transept et le chœur sont inscrits au titre des monuments historiques par arrêté du 10 novembre 1925 et le clocher est classé au titre des monuments historiques par arrêté du 28 novembre 1930[31] ;
- Le manoir de Savigny-lès-Beaune, dont les façades et toitures, ainsi que plusieurs éléments du jardin et des murs sont classés au titre des monuments historiques par arrêté du 7 février 1968[32].

Une quinzaine d'inscriptions murales rédigées entre le XIIe et le XIXe siècle revêtent les murs de la commune. :
- Sur la porte du château (Rue Général Leclerc) : « Les vins de Savigny sont vins nourrissants, théologiques et morbiphuges ».
- Sur la porte du petit château (Place Fournier) : « Six aunes de serge sont aussi longues que six aunes de velours ».
- Sur la façade de l'ancienne cuverie des moines de Cîteaux (Rue Paul Maldant) : « Si j'ai bonne souvenance, il y a cinq raisons de  boire : l'arrivée d'un hôte, la soif présente, la future, sans oublier la qualité du vin, et toutes celles qu'il te plaira d'imaginer 1777 ».

La commune dispose encore d'un ancien four communal et de deux lavoirs publics ainsi que d'anciennes cabanes de vigne ou cabottes, dont certaines ont été restaurées[réf. non conforme].

### Personnalités liées à la commune
- Jean Guillemot, homme politique né le 13 février 1754 à Savigny-lès-Beaune (Côte-d'Or) et décédé le 30 novembre 1837 à Dijon (Côte-d'Or).
- L'écrivain Joseph de Pesquidoux (1869-1946), élu à l'Académie française en 1936.
- Le docteur Jules Guyot (1807-1872), spécialiste de la vigne, y est mort.
- L'athlète olympique Marcel Muzard (1894-1966) y est né.

### Héraldique
| Blason de Savigny-lès-Beaune | Blason  | De gueules à la tour d'or maçonnée de sable, à la porte fermée aussi d'or, chargée d'un écusson bandé d'or et d'azur à la bordure de gueules (portant l'écu de Bourgogne Ancien car d'origine ducale), accostée de deux étoiles d'argent en chef et soutenue d'une étoile du même. |
| Blason de Savigny-lès-Beaune | Détails | Rappelle les armes des Migieu. L'un de ces marquis présenta le vin de Savigny au duc de Bourgogne, petit-fils de Louis XIV, en 1703. Le statut officiel du blason reste à déterminer.                                                                                              |

## Pour approfondir